# Hypocryptothrix
Hypocryptothrix es un género de mariposas de la familia Hesperiidae con una sola especie, Hypocryptothrix teutas.

## Descripción
Especie tipo por designación original Erycides teutas Hewitson, 1876.